# Solenoptera thomae
Solenoptera thomae là một loài bọ cánh cứng trong họ Cerambycidae.